# Karel Kálal
Karel Kálal (9. ledna 1860 Rakov – 4. srpna 1930 Praha) byl český učitel a ředitel, spisovatel.

## Životopis

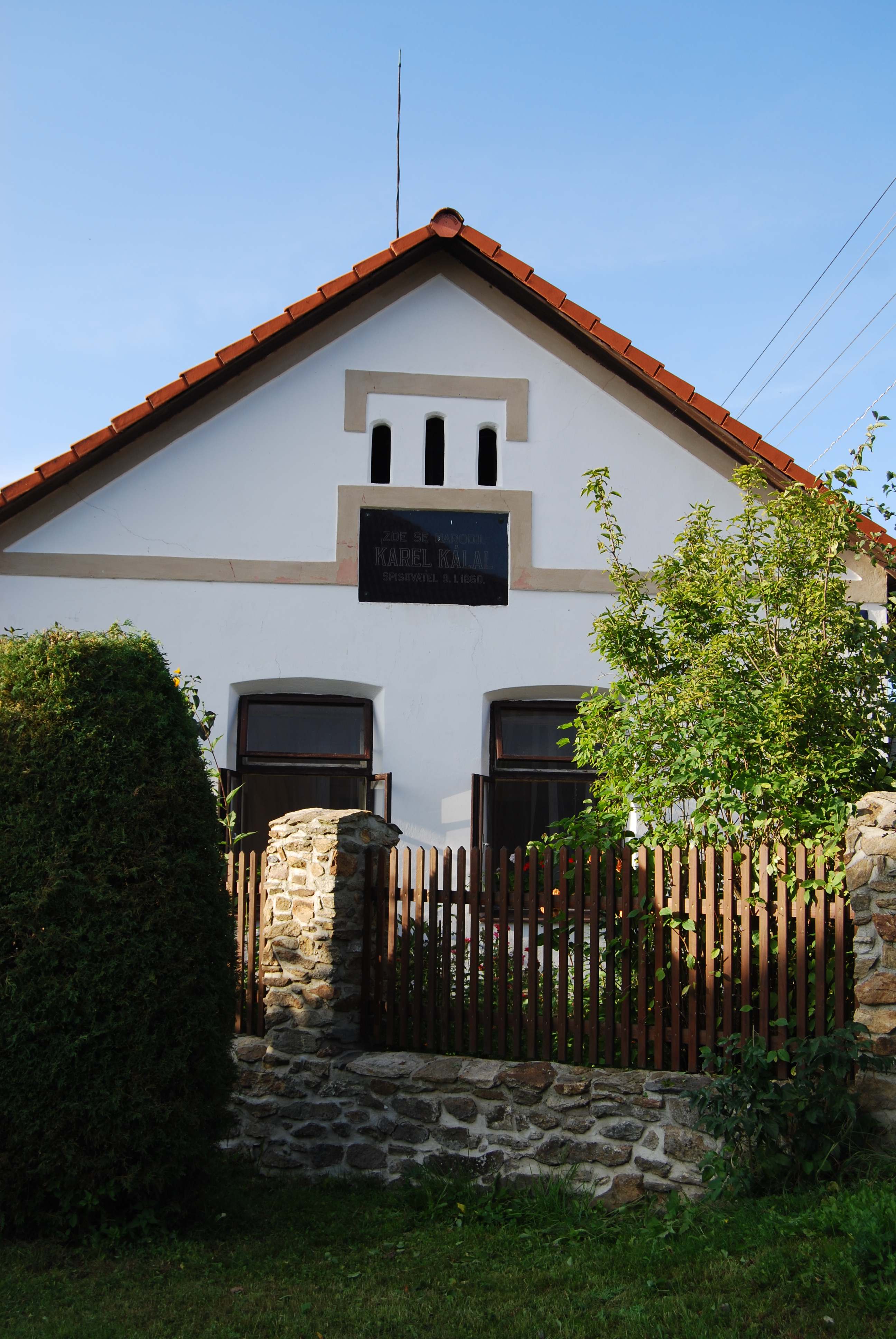
Rodný dům Karla Kálala v Rakově

Narodil se v rodině Jana Kálala (1809–1860), láníka v Rakově a Rozalie Kálalové-Červenkové (1824–1885). Měl čtyři vlastní sourozence: Františka (1840–1920), Antonína (1853), Jana (1856–1927) Václava (1858) a tři nevlastní z druhého manželství matky s Josefem Stejskalem: Marii Řezankovou (1863–1947), Annu (1864–1867) a Josefa (1867–1943). 17. 8. 1892 se oženil s Annou Kalusovou (1871), se kterou měl syny PhDr. Miroslava (1893–1962) a Josefa. Roku 1915 přestoupil z církve katolické do církve evangelické reformované.
Vystudoval nižší reálku v Písku a učitelský ústav v Soběslavi, maturoval roku 1880. Učil ve Frenštátu pod Radhoštěm, ve Velkém Meziříčí, byl ředitelem průmyslové a obchodní školy dívčí v Písku. Po vzniku Československa pracoval krátce na Ministerstvu školství a národní osvěty. Pomáhal organizovat odbory školství na Slovensku a pak byl ředitelem obchodní akademie v Banské Bystrici.
Z Moravy dojížděl často na Slovensko, angažoval se v česko-slovenských kulturních vztazích svým dílem, články v tisku, psaním odborných prací. Byl spoluvydavatelem slovenského časopisu Dom a škola.
Korespondoval s významnými osobnostmi českého kulturního života (A. Černý, F. Drtina, A. Heyduk, T. G. Masaryk, F. Pastrnek, A. Pražák, J. Svítil-Karník, R. Tyršová, K. Velemínský, V. Vlček, Z. Winter), s předními pedagogy (F. Hrnčíř, A. Holub, F. Sláma) i s mnoha osobnostmi slovenskými (A. Bielek, J. Čajak, S. Daxner, F. Houdek, A. Kmeť, D. Makovický, L. Podjavorinská, L. V. Rízner, K. Salva, V. Šrobár, T. Vansová).
Rodný dům spisovatele Karla Kálala je v Rakově čp.1. Na domě byla ještě za jeho života 25. května 1930 odhalena bronzová pamětní deska. Na desce je tento nápis: Zde se narodil Karel Kálal, spisovatel, 9. 1. 1860. Zemřel roku 1930 v Praze. Byl pohřben na Vinohradském hřbitově.

## Literární dílo
- 1896 Slovník slovensko-český a česko-slovenský
- 1896 Zpod Tater: českému studentstvu
- 1897 František Palacký
- 1898 Od Šumavy k Tatrám, sborník napsaný s Salvou
- 1900 O kouření
- 1900 Účinky lihových nápojů
- 1903 Na krásném Slovensku:s ilustracemi R. Hartmanna, St. Hudečka, K. Klára, J. Kouly, L. Kuby, K. Liebschera
- 1904 Jděte na Slovensko [8]
- 1905 Čemu učiti ze slohu?
- 1905 Slovensko a Slováci
- 1906 Proč se o Slováky staráme? [9]
- 1907 Vyhubit: obraz slovenského utrpení
- 1909 Co si dva hoši dopisovali
- 1909 Životní program: vychovatelské stati
- 1910 Slováci: stručný rozhled po době minulé i přítomné [10]
- 1912 Z hor a plání: kniha slovenských obrázků
- 1912 Vychovatelství pro dívčí školy odborné
- 1912 Nevěsta z Tater: povídka československá
- 1913 Dívka dospívající: listy vychovatelské dcerám i rodičům
- 1914 Hranice: povídka československá [11]
- 1914 Nové rozprávky
- 1914 Slovenská revolúcia
- 1914 Slovensko v české škole
- 1915 Věnec českých dívek
- 1915 Věno českých dívek
- 1916 Jiný život: slovo v těžké chvíli
- 1917 Slovenské pohledy
- 1917 Tri rozprávky
- 1918 Rozhled po dějinách Slovenska [12]
- 1919 Češi na Slovensku: historické rozhledy [13]
- 1919 Jiný duch: povídka československá [14]
- 1919 Jiný svět: drobné povídky
- 1919 Jiný vzduch: drobné povídky
- 1919 Obrazy z dejín Slovenska. Diel I
- 1919 Slovensko, země budoucnosti [15]
- 1919 Z posledních let jařma [16]
- 1920 Na cestu životem: chlapcům vystupujícím ze školy, žákům pokračovacích škol, jinochům vůbec
- 1920 Narodnie poviedky
- 1921 Pohl'ad do slovenskej duše
- 1921 Sbierka l'udových přednášok č. 3–5
- 1922 Omamování: první sociální otázka v době přítomné
- 1923 Za ideou: stenografovy zápisky z lázní [17]
- 1925 Palackého mladé léta: 1798–1827 [18]
- 1925 Přednášky. Řada I [19]
- 1926 Čtení o Františku Palackém [20]
- 1926 Otec národa
- 1926 Ze života Františka Palackého
- 1928 Slovensko předválečné: Besedy; Maďarizace: Vyhubit
- 1928 Dvě povídky [21]
- 1928 Slovenská vlastivěda: pro dům a školu [22]
- 1928 Slovenské obrázky: I. Obrázky zpod Tater: II. Z hor i plání
- 1928 Přednášky. Řada II [23]
- 1928 Přehled slovenských dějin: slovenská revolúcia
- 1929 Květy z lásky: povídky – obálku kreslil Martin Benka
- 1929 Na krásném Slovensku
- 1931 Jak vychovávati sebe i jiné